# Hartmut Pohl

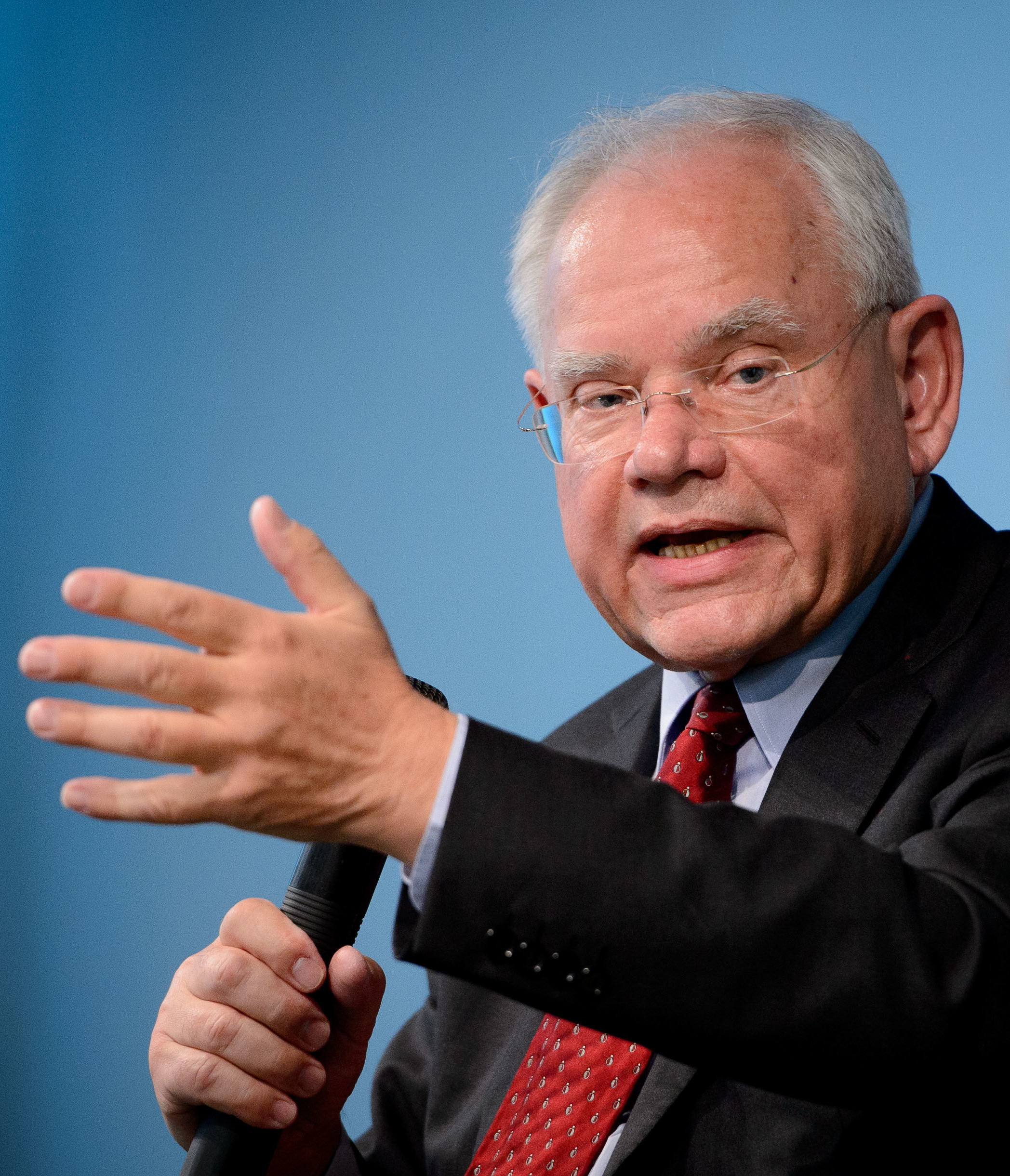
Hartmut Pohl, 2014

Hartmut Pohl (* 1953) ist ein deutscher Informatiker und Hochschullehrer.

## Leben
Hartmut Pohl studierte an der Universität Köln und promovierte 1979 mit einer Dissertation der angewandten Informatik ('Wachstumssimulationen') 1991–1995 Professor in Bochum und Gelsenkirchen/Bocholt. Im Jahre 1996 übernahm Pohl eine Professur für Informationssicherheit / Software Security an der Hochschule Bonn-Rhein-Sieg.
Der Forschungsschwerpunkt von Hartmut Pohl ist die IT-Sicherheit und insbesondere die methodische Identifizierung von Sicherheitslücken in IT-Systemen: Software, Firmware, Apps und Systems sowie Netzwerke und Distributed Ledger Technology (Blockchain etc.).
Im Jahre 2009 wurde Hartmut Pohl außerdem zum Leiter des Deutschen Internet Rates (DIR) des Bundesverbandes Digitale Wirtschaft berufen.
Seit 2011 ist Hartmut Pohl weiterhin geschäftsführender Gesellschafter der softScheck GmbH – IT-Sicherheitsberatung, Sankt Augustin.
In der Gesellschaft für Informatik (GI) ist Pohl Sprecher des Präsidiumsarbeitskreises Datenschutz und IT-Sicherheit, in der
International Federation for Information Processing ist er der deutsche Vertreter im Technical Committee Security and Privacy Protection in Information Processing Systems.
Hartmut Pohl ist regelmäßig Sprecher auf fachspezifischen Konferenzen wie beispielsweise anlässlich der IT-Tage.

## Publikationen
- Wertmäßige Bestimmung von Wachstumsparametern bezüglich der Blattlängen von Antirrhinum majus L. unter Einsatz von ADV-Anlagen, Dissertation, 1979
- Taschenlexikon Sicherheit der Informationstechnik, 1989, ISBN 3-89209-000-9.
- Einführung in die Informationssicherheit, zus. mit Gerhard Weck, Oldenbourg 1993, ISBN 3-486-22036-5.
- Handbuch der Informationssicherheit, zus. mit Günter Lessing, Addison-Wesley, 2001, ISBN 3-827-31612-X.
- Der bürgerliche Traum von digitaler Souveränität, in: Digitale Souveränität: Vertrauen in der Netzwerkgesellschaft. Hrsg. v. Mike Friedrichsen, Springer VS, 2016, ISBN 3-658-07348-9.